# Uncle Green
Uncle Green — американская рок-группа, сформированная в 1980 году. В классический состав Uncle Green входят вокалисты/гитаристы/авторы Matt Brown и Jeff Jensen, басист Bill Decker и барабанщик Pete McDade. Основным источником вдохновения для них является группа R.E.M., однако есть и другие источники влияния, как, например, классический (The Beatles, Squeeze) и современный пауэр-поп (Trip Shakespeare, The Posies, Matthew Sweet).
Сформированная, когда некоторым участникам было всего 15 лет, группа дебютировала с альбомами Get It Together (1987) и 15 Dryden (1988) на маленьком лейбле New Vision. Большим шагом вперёд стало подписание соглашения с DB Records. Продюсер Brendan O’Brien помог Brown и Jensen в совершенствовании их вокала, лирики и мелодичных композиций. На альбоме What an Experiment His Head Was (1991) звучание было доработано, что помогло им подписать контракт с мейджор-лейблом Atlantic. O’Brien вновь приходит на помощь, они записывают свой самый тяжёлый и самый лучший альбом Book of Bad Thoughts (1992). К сожалению, несмотря на лояльность радиостанций к музыке Uncle Green, запись не пошла в массы. Группа была расформирована в 1994 году, после того как Atlantic разорвал с ними контракт.
Однако, они сразу же перегруппировались в 3 Lb. Thrill, с точно таким же составом и с немногим большим акцентом на альт-роковое-звучание. Они подписали контракт с 57 Records, филиалом Sony, которым владел O’Brien, и выпустили один альбом Vulture (1995). Второй альбом Rycopa был записан в 1997 году, но издан лишь в 2011 году в Oкруг Де-Калб, Джорджия, когда фанаты собрали средства, участвуя в кампании Kickstarter, для выкупа мастер-записей у Sony. В том же году была издана коллекция ауттейков под названием Scrapple.

## Дискография

### Uncle Green
- «Holes» b/w «Heaven» (Twilight Records, 1986)
- Get it Together (New Vision, 1987)
- 15 Dryden (New Vision, 1988)
- You (DB Records, 1989)
- What an Experiment His Head Was (DB Records, 1991)
- Book of Bad Thoughts (Atlantic Records, 1992)
- «Ballad of a Thin Man» (on A Tribute to Bob Dylan, Vol. 2, Sister Ruby, 1995)

### 3 Lb. Thrill
- Vulture (Sony/57 Records, 1995)

### Uncle Green / 3 lb. Thrill
- Rycopa (1997, UG Records 2011)
- Scrapple (UG Records, 2011)

### Matt Brown
- Solo, Volume I (Sister Ruby, 1995)
- Potshots in the Dark (self-released cassette, 1998)
- Jigsaw Matinee (self-released cassette, 1999)
- Future Perfect Future (2002, unreleased)
- The Morning After Medicine Show (2000, Uncle Green 2011)

### as featured musicians
- Jesus Christ Superstar: A Resurrection (cast album, Daemon Records, 1994)
- Camera Obscura — Paul Melançon (Daemon Records, 2002)
- Eleven Emergency Lessons — Amphibian Skin (Cattle Clatter, 2003)

## Видеоклипы
- Uncle Green — Medicine Show
- Uncle Green — I Don’t Wanna Know About It (live)
- 3 LB Thrill — Something Will Come